# Civitella Casanova
 (mars 2013).
Le contenu est difficilement compréhensible vu les erreurs de traduction, qui sont peut-être dues à l'utilisation d'un logiciel de traduction automatique.
Civitella Casanova est une commune italienne de 1 950 habitants, dans la province de Pescara dans la région des Abruzzes, et appartient à la communauté de montagne Vestina du côté du parc national du Gran Sasso et de Monti della Laga et la Réserve Voltigno régionale et le Val d'Angri, une réserve régionale incluse dans le parc national. Le village fonde son économie essentiellement sur l'agriculture.
La ville a des origines pré-romaines, et apparaît dans les textes de l'historien antique Tite-Live sous les noms de Cutina ou Cingilia. On ignore cependant si elle était anciennement appelée Cutina pour devenir par la suite Cingilia, ou si la partie ancienne de la ville, aujourd'hui appelée Terravecchia, s'appelait Cutina et le reste du village Cingilia, ou encore si les deux toponymes coexistaient.
Civitella Casanova est considéré comme la maison des arrosticini pour attester cela est notifié que, dans l'hôtel de ville sont les premières licences pour la vente de arrosticini datant de 1819, n'est pas la propriété des municipalités voisines de près, la province de Pescara ou d'autres provinces environnantes[pas clair]. Civitella est défini comme « le village qui a inventé les « arrosticini » »

## Géographie physique
Le district municipal est assez grand, il présente divers paysages : des collines et des montagnes, à une altitude minimale de 240 m et un maximum de 1 581 m, avec un dénivelé de 1 341 m. Situé sur le dos d'une colline à 400 m d'altitude et s'abaissant vers le confluent de la rivière et Schiavone Festina, la ville a conservé son ancienne structure. c'est aussi le plus peuplé des contreforts du Gran Sasso, dans la province de Pescara.

### Territoire
Le village actuel, de plus en plus, a grandi dans les contreforts de la chaîne majestueuse Gran Sasso, au pied du mont Cimoni (1 404 m) et le mont Colle Madonna (m 1350 haut) d'un village, relativement ancienne et chaleureuse dans les dimensions, appelé Terravecchia. Construit en pierre et en brique, ce petit village est situé sur un éperon rocheux et est la plus éloignée et évocateur du centre historique à l'époque romaine a été appelé Cutina ou Cingilia.
Sur elle se tenait la lourde Castrum Rossi di Civitella, qui a été détruite par un tremblement de terre dévastateur en 1456, et l'église de San Marco qui reste aujourd'hui qu'une pierre, sur laquelle il a été construit une nouvelle maison, mais laissée intentionnellement exposés par les propriétaires. Par la suite, de nombreux bâtiments ont été avalés par un glissement de terrain qui a apporté avec elle une grande partie de la région, ce qui réduit la bande actuelle des terres que nous voyons aujourd'hui.
Conseguenzialmente ces événements il y avait une nécessité pour le développement d'un nouveau pays : son élargissement ultérieur, en fait, l'a amené à développer la colline à l'ouest, sur les pentes de la montagne. Sa forme allongée aujourd'hui est traversé par un axe de longue ligne droite, dont certains pensent est l'un des cours les plus longs disponibles dans toute la province, bordés par des rangées de maisons presque ininterrompues. Terravecchia est maintenant très attrayant, en raison de sa murs de pierre et de brique, les rues tortueuses et les escaliers raides, et son architecture est toujours d'un intérêt considérable. Les deux noyaux sont réunis aujourd'hui, et il y a des bâtiments de qualité de construction supérieure.
L'altitude de la ville est connue pour être à 400 m d'altitude, le point à partir duquel il est construit l'édifice municipal: peu de gens savent cependant que le point culminant de la commune de mesure 1 581 m, hauteur du sommet de la montagne de Cioccola observable par la fraction et Baffo Centelle, une partie de la ville de Civitella. Il sopraeleva derrière les montagnes au-dessus Cimoni et Colle Madonna formant la plaine avec de la dentelle, ou une barrière de roche composée de pinacles calcaires, ce qui en fait est la porte de la Voltigno plat. Civitella en altitude a une grande surface de ce plateau, qui comprend les trois montagnes de la ville, parce que dans ces lieux a la montagne paysage typique caractéristique, où il y a le hêtre et le chêne grand et de sapins, nous pouvons trouver la zone chamois des Abruzzes faune sauvage », où il y a aussi des buses, faucons pèlerins, le cerf, le loup des Apennins, le chat sauvage, et une fois l'ours.
Le plateau de Voltigno est d'environ 1 300 m d'altitude et est souvent visité par les touristes et les gens qui aiment la montagne, mais il y a aussi les sports pratiqués, y compris le vélo et le ski de fond en hiver. Juste ici, sur la montagne Madonna Colle, provient de la source de Rivo clair que, par la cascade du même nom gelée en hiver (idéal pour l'escalade alpinisme, donne lieu à des flux de Schiavone, alimenté par les eaux de la rivière Festina, puis le confluent Nora. Il y a aussi un petit lac karstique, alimenté principalement par des chutes de neige en hiver, fond du lac, le seul qui se dessèche en été, en dépit des étangs d'autres petits qui ont la même origine. Selon la croyance populaire, le lac n'a pas de fond et se jette directement dans la mer Adriatique.
Civitella Casanova dispose également d'une vaste zone d'intérêt naturel en dehors du centre-ville, dans le quartier de Four, avec le parc zoologique, la falaise, tandis qu'au nord des matraques colline, dans un endroit Festina à 790 m d'altitude il y a une source d'eau sulfureuse, généralement pas facilement recepibile et propice à de nombreux remèdes pour l'acné, l'arthrite, l'asthme, comme la bronchite, la bronchite catarrhale, l'eczéma seborrico, lymphatisme eretistico, le rhumatisme articulaire aigu, rinofaringo - laryngite chronique, la surdité. [16] En outre, cependant, également devenu un endroit touristique populaire de la haute montagne de la ville et transformée en une jolie fontaine, il y a des montagnes dans au moins trois autres principales sources d'eau potable :
- Source Madonna Fonte, sur le Mont des Civitellese Colle Madonna, le débit de l / s 5,0;
- Source Festina, toujours présents sur le village de montagne de Civitella in Festina, le débit de l / s 0,5;
- Source Santanello dans la municipalité, mais les pentes du mont Bertona, dans Santanello emplacement, l'étendue de l / s 0,5;

Sismique: Zone 2 (moyen-élevé sismicité)

### Position de la commune
Le cœur du pays tel que mentionné ci-dessus se dresse sur une colline, et est d'environ 41 km de la capitale provinciale.
En ce qui concerne les zones environnantes, la municipalité est de :
- Carpineto della Nora: 3,9 km
- Vicoli: 2,7 km
- Civitaquana: 4,5 km
- Loreto Aprutino: 11,3 km
- Penne: 10,9 km
- Montebello di Bertona: 6,1 km
- Villa Celiera: 3 km
- Ofena (AQ): 11,2 km

### Climat
Bien que la ville est située sur la rive orientale du Gran Sasso et ensuite exposés à des courants mitigatrici de la mer Adriatique, contrairement à ce qu'on pourrait penser, ils ne sont pas suffisants pour atteindre cette zone, qui présentent donc le climat typique de montagne, avec des hivers froids, sec et neigeux, grâce au courant des Balkans parfois froid, et les étés sont chauds et secs, avec une faible teneur en humidité, par opposition aux villes côtières, même augmenté à la suite de tempêtes estivales rinfescanti.
Ces conditions climatiques, caractéristiques du climat méditerranéen permet la culture de vastes champs d'oliviers et de vignes présenter largement dans tout le pays.
Civitella huile très célèbre, la qualité Carpinetana, et le vin de la région.
* Classe climatique: la zone D, 1874 GG

## Histoire
Il n'y a pas de sources reçues pour étoffer une liste exhaustive et largement documentée de l'histoire de cette ville à la suite de l'occupation allemande pendant les années de la Seconde Guerre mondiale, Jandelli palais et le bâtiment municipal, qui à l'époque n'était pas dans la maison d'aujourd'hui Palazzo Pulsoni à Corso Umberto I, mais dans un bâtiment sur les écoles Vico Via, tout près de Palazzo Pignatelli. Ceci, cependant, peut se vanter d'une existence historique et glorieux, connu par les sources et de documents rares survivants, auxquels s'ajoutent les témoignages des habitants du lieu, parfois considérés comme des professeurs d'université pour des études spéciales ont révélé de précieuses informations, a révélé plus tard.
Dans vestiges romains San Benedetto ont été trouvés et venu à la lumière d'un tronçon de l'aqueduc souterrain le long avec des planchers des maisons et des cimetières. Dans l'Antiquité, le village s'appelait Cutina, une ville antique de personnes Vestini qui sont entrés en conflit avec les Romains en l'an du consulat de Junius Brutus Scéva, le BC 325 En ce moment la ville a été mentionnée par Tite-Live.
Le nom de Civitella apparaît pour la première fois dans "Chronica monasterii S. Casinensis". Le pays à cette époque s'appelait Civitella dell'Abbadia la présence du célèbre monastère et fervente de Santa Maria di Casanova. Le monastère a été le premier et le plus puissant des Abruzzes, le plus illustre et célèbre de la cistercien cinq survenant dans la terre des Abruzzes, et a été érigée en 1191 par la comtesse Marguerite, mère de Berardo II, comte de Conversano et Laureto, et a été confiée à l'Ordre cistercien du XIIe siècle avec une riche dotation. Aller de l'avant dans le temps l'importance et la prospérité du monastère a grandi au point qu'il, selon le Bindi, se vantait auprès de ses fiefs du castrum de Rossi, qui est de Civitella, la terre de Carpineto, Fara, de Cretano de vestige de Brittoli et même les îles Tremiti d'. Est devenu si puissant qu'il se vanter possessions en terres lointaines, comme à Lucera dans les Pouilles, pour obtenir le consentement d'Alexandre IV, en 1258, à propos de l'annexion et l'absorption totale de la florissante comme monastère illustre de San Bartolomeo di Carpineto, un projet qui avait le droit de le plan politique, l'année suivante avec un diplôme du roi Manfred. En période de prospérité, le monastère est venu pour loger les 500 moines, dont beaucoup sont consacrés aux sciences humaines, la transcription du texte et les vignettes des codes. Vécu et travaillé Erimondo, libraire célèbre et célèbre minaturista code à quatre chiffres à Lombard né à Civitella Casanova. Et s'il l'est, grâce aux gens de la région ont été soulevées par les conditions de vie des serfs à celui des agriculteurs experts. Ses codes ont été prises pour Milan au XVIIe siècle par le cardinal Federico Borromeo, abbé de l'abbaye, qui a régné de 1591 jusqu'à sa mort en 1631. La splendeur du monastère a duré environ sept siècles, au cours de laquelle la ville s'est développée avec une certaine tranquillité d'esprit, vivant dans l'ombre de l'abbaye et en suivant les instructions des Pères cisterciens. Nous vous rappelons également tout au long de toutes ces années de jumelage Abbaye de Casanova, l'un des plus importants et puissants des Abruzzes, avec l'abbaye de Casamari. Survint, puis, le déclin et la destruction en 1807 par le règne de Joseph Bonaparte. Aujourd'hui, il y a seulement quelques ruines du monastère, à la frontière avec la municipalité de Villa Celiera. Le pays a donc dû se battre non seulement dans les temps modernes pour maintenir sa propre identité et d'atteindre une pleine autonomie, en particulier dans les pays voisins.

### Variations de la ville et de ses limites administratives
La ville de Civitella a toujours appartenu au royaume des Deux-Siciles jusqu'à l'unification de l'Italie, et plus précisément à Giustizierato d'Abruzzo. En 1273, Charles Ier d'Anjou, pour l'administration politique mieux du territoire, a décrété la division en deux districts administratifs: l'piscariae Aprutium ultra flumen et Apriutium citra flumen piscariae (Abruzzes au-delà du fleuve Pescara Abruzzo et sur le côté de la rivière Pescara), c.-à-Giustizierato Abruzzes Ultra (environ actuelles provinces de L'Aquila, Teramo et la plupart des Pescara) et Giustizierato Abruzzes Citra (environ actuelle province de Chieti).
Cependant, en 1806, le giustizierato Abruzzes Ultra a de nouveau été divisée en deux nouvelles provinces: la province des Abruzzes Ultra I (l'actuelle province de Teramo, qui comprenait également le plus de l'actuelle province de Pescara), et la province de 'Abruzzo Ultra II (maintenant la province de L'Aquila, qui comprenait les 17 municipalités par la suite transférées à la province de Rieti et 2 dans la province de Pescara). La province des Abruzzes Ultra j'ai été administrativement divisé en deux quartiers: le quartier de la ville de Teramo avec le même nom, et le district de Città Sant'Angelo. Civitella était situé dans le second, inséré en 1811 dans le district de Catignano.
La division des Abruzzes Giustizierato Ultra dans la province des Abruzzes Province des Abruzzes Ultra I et II Ultra était valable de 1806 à 1861, lorsque, à la suite de l'unification de l'Italie, les provinces ont été créées et avec lui, les districts, les subdivisions administratives de ce dernier. La nouvelle province de Teramo comprenait alors le territoire des Abruzzes Ultra I, et ses deux nouveaux districts correspondent aux limites territoriales des districts ci-dessus:
* Le quartier de Teramo, né du district de Teramo, avec le capital du même nom;
* District de Stylos, né du District de Città Sant'Angelo: elle avait pour ses stylos de capitaux et était composé de cinq districts, dont celui de Catignano, qui faisait partie de Civitella.
Cette ville a donc toujours située dans les Abruzzes En outre, je puis équivalent de la province de Teramo, et plus précisément dans le quartier de Città Sant'Angelo, qui devint plus tard le District de Stylos (créée en 1861 comme une sous-unité administrative de la province de Teramo).
En 1927 vint la province de Pescara, a été suivie par la suppression des districts de chacune des provinces et des municipalités appartenant au district de stylos, y compris Civitella, alla rejoindre la nouvelle province (à l'exception du district de Bisenti qui sont restés dans la province de Teramo); Ils ont été rejoints dans deux municipalités dans la province de L'Aquila déjà, plus un autre appartenant à la province de Chieti déjà.
Par la suite, en 1913, la ville de Civitella subi clivage de l'une de ses fractions, Celiera qui, par décret royal émis cette année (cependant, est entré en vigueur le 1er janvier 1914) ont formé une municipalité qui lui est propre.

## Tremblement de terre du 6 avril 2009
Le tremblement de terre dévastateur qui a frappé L'Aquila et sa province a gravement endommagé l'église et son clocher, à l'enlèvement de ce dernier, un symbole du pays comme dangereux. Également gravement endommagé de nombreuses maisons dans la vieille ville, qui a vu l'évacuation totale des gens qui y vivaient.
Pour ces dommages, sans chance qu'il y avait des victimes, la ville de Civitella retourné au décret législatif sur la liste de tremblement de terre commune, connue sous le nom "cratère", qui a reçu des prestations, subventions et aides en termes économiques, tels que le projet MAP (Modules Locaux temporaires), soit 15 maisons en bois pour 15 familles déplacées dans le pays. Heureusement, la commotion cérébrale il a épargné l'église adjacente au cimetière, l'ancienne église de la Madonna della Cona, récemment restaurée.

### Villages actifs
Conçu pour la première fois en Italie, "Borghi actif» est un projet qui aura une grande importance et une visibilité à l'échelle nationale. Comprend cinq communes du cratère dans les Abruzzes qui ont subi des dommages importants du tremblement de terre, ainsi que Civitella Casanova, municipalité la plus populeuse dans le moyeu choisi pour les banlieues voisines et seuls intéressés dans la province de Pescara, sont coprotagonistes de cette importante traiter également les pays Fontecchio, Pescomaggiore, Santa Maria del Ponte et Fano Adriano. L'objectif est de reconstruire le pays avec la participation active de toute la population de ces zones par la création d'un "statut Participation dans le pays." Elle sera préparée par le Civitellesi citoyens avec l'administration municipale par le biais d'un questionnaire qui va dire aux habitants de Civitella in: son histoire, ses traditions et coutumes des maisons les plus anciennes et les montagnes pour créer une conception commune de l'avenir du pays.
Civitella Casanova est l'une des municipalités dans le cadre des projets «Villages actifs», dans la seule province de Pescara et avec Fontecchio, Pescomaggiore, Santa Maria del Ponte et Fano Adriano. L'objectif est de reconstruire le pays avec la participation active de toute la population de ces zones par la création d'un "statut participé à la campagne".
 :: "Villages actifs est en fait un moyen de partager les décisions concernant la planification future de notre territoire, le développement économique et les initiatives sociales pour être activés en réponse aux problèmes que le séisme a créé. 'S La première fois que vous essayez quelque chose comme ça dans les pays touchés par le tremblement de terre. Réparation des maisons est important, mais ce n'est pas tout, nous devons dans le même temps, veiller à ce que les bâtiments réparés sont utilisés et a vécu dans le bien-être et la satisfaction des citoyens. choix qui, à ce fois que nous faisons, ils seront plus de chances de succès si vous répondez aux désirs de ceux qui vivent quotidiennement ces lieux. "
' 'Le Statut a participé à la Campagne:
- :: Il est conçu, rédigé et produit par la communauté locale.
- :: Décrit les caractéristiques du pays.
- :: Collecte des idées sur l'avenir des habitants du pays.
- :: Il montre comment le caractère local et ses caractéristiques peuvent être maintenus et renforcés, même si le pays se développe.
- :: Il est compatible avec les instruments de planification locale.
- :: Ne veut pas empêcher le changement mais de le gérer de la meilleure façon.

## Monuments et bâtiments
Civitella conserve encore sa structure ancienne, dans le centre-ville est encore possible d'admirer les monuments les plus anciens et importants et de bâtiments dans la région.

### Architecture religieuse
- Église paroissiale de Notre-Dame de Grâce, du XVIe siècle (1500) avec des fresques artistiques de la Vierge du Rosaire, maintenant endommagé par le tremblement de terre de 2009, et est en baisse dans la zone rouge du pays.
- Église de la Madonna della Cona a des origines médiévales autour du XIIIe siècle / quatorzième (1200/1300 ou presque), est un monument national qui est situé en dehors du centre-ville, à côté du cimetière. Le riche portail Renaissance en pierre a été effectuée en 1529 par Bernardino Darz et Peter Aquilano, comme indiqué sur le piédestal du pilastre gauche. La petite cloche est seul arc. L'intérieur, avec une nef, un ancien du XVIe siècle fresque représentant une femme à moitié enseveli sous la neige, tout en invoquant l'aide et Madonna certaines personnes tentent de lui porter secours. Dans le fond d'un autel du XVIIe siècle contient une image peinte en stuc représentant la Vierge et l'Enfant: c'est le "Cona", que l '«icône», l'image vénérée, ce qui donne à l'église son nom. Jusque dans les années soixante-dix dans l'église a été gardé une grande peinture sur toile (200 cm x 250) représentant la Déposition du Christ portant l'inscription: pour grâce reçue Famille De Carolis, 1866. Les voleurs inconnus ont coupé le long du bord du cadre ou volés. À sa place, maintenant, il y a une peinture en copiant l'image antique. L'église, préservée de la violence du tremblement de terre de L'Aquila, est devenue la nouvelle église.

Église Saint-Jean, situé dans le quartier de Terravecchia dans la zone sportive des sports et de la piscine municipale de San Giovanni, aujourd'hui en ruines, a été ouverte à la célébration de la Messe en la fête de saint Jean-Baptiste.
- Église de Saint-Jean-Baptiste l', dans le quartier de Pastini, une chapelle votive est privée.
- Église de St. Marc, datant de l'époque de la féodalité si ce n'est déjà précédemment, a été construit dans le premier noyau de la vieille ville, Terravecchia. De ce ne subsiste aujourd'hui que quelques murs de pierre massifs.

### L'architecture civile
- Palais Palazzo Bottini (également gravement endommagé par le tremblement de terre) appartenant à une des familles les plus prestigieuses de la place, regarde vers le début de la route ancienne entrée du village, du nom de Egidio Bottini, naturaliste et agronome
- Jandelli palais, manoir où il est né Gaetano Jandelli, professeur de philosophie à l'Ateneo de Milan après l'unité et ces derniers temps également utilisés pour des expositions et des visites, qui est tombé à l'intérieur à cause du séisme en avril 2009. Au cours de la Seconde Guerre mondiale, il est devenu le siège de la Civitella nazie et les citoyens dintorni.Alcuni prétendre que les Allemands sont arrivés dans le pays avec des chevaux qui ont fait dormir dans l'église-mère, selon d'autres, ils sont arrivés en moto, mais toujours occupé le bâtiment et la mairie.
- Palazzo Pignatelli, construire avec des fresques par le peintre natif Severino Galante (1750-1827), désormais endommagée par un tremblement de terre en avril 2009 et lors de la restauration et de la rénovation.
- Pulsoni palais, la mairie avec une salle de conférence des plus beaux de la province, il abrite également la bibliothèque municipale de Lorenzo Pulsoni.
- Palazzo De Blasiis, aujourd'hui le siège des carabiniers.
- Palazzo De Carolis, est une ancienne villa située près du cimetière. Quand il a été construit, le pays n'avait pas encore atteint sa pleine mesure que nous voyons aujourd'hui à ce domaine, alors ce palais peut être intso probablement comme une villa, mais le concept d'un temps ou d'un manoir.
- Palazzo De Carolis, peut-être appartenu à la même famille que le bâtiment mentionné ci-dessus, il est maintenant tripartite verticalement dans des logements séparés, est situé sur la Piazza Duca degli Abruzzi, à côté de l'église-mère, et a également été durement touchée par le tremblement de terre de 2009.
- Angelozzi Villa et Villa Franci, il y a à côté de l'autre et représentent les résidences de ces dernières années, avec l'un des plus beaux jardins du pays.
- Villa Granchelli, une ancienne villa au sens agricole précédée par deux jolies rangées de cyprès, est l'école de Vanvitelli et se trouve dans le quartier de Joseph Saint-Civitellese, sur la route qui mène au village de Civitella Casanova.
- Fontana di San Michele, une fontaine récemment restaurée, date des environs de 1500, à partir de ce que nous lisons de la tuile en bois sculpté et peut être consulté à partir de l'anneau.
- Abbaye de Santa Maria Casanova, abbaye fondée en 1191 par style cistercien. La vie avait prospéré pendant sept siècles, au cours de laquelle ils ont été traités activités artistiques et la recherche scientifique. Pendant ce monastère longue durée de vie, la puissance de l'abbaye étendu aux monastères environnant et notamment celle des îles Tremiti qui faisaient partie de la ville de Civitella. Elle a été supprimée en 1807 sous le règne de Joseph Bonaparte. Erimondo vécut et mourut dans le monastère, l'expert scribe abbé dans les manuscrits enluminés. Aujourd'hui, vous pouvez voir quelques ruines, ne sont pas protégés pour leur valeur artistique, y compris le Casanova tour impressionnante et massive aux limites de la municipalité de Villa Celiera.
- Vestiges d'un aqueduc romain, les planchers des maisons et des cimetières, dans le quartier de Saint-Benoît, qui est d'environ 1 km de la ville, lors de fouilles venu à la lumière une partie de l'aqueduc romain, des parties des trottoirs de Rome maisons et une nécropole romaine témoignent donc de la présence des gens dans cette ancienne région alors appelée Cutina ou Cingilia et sa datation historique du village à l'époque romaine.

### Architectures militaires
- Castrum Rossi di Civitella : les jours de la féodalité, près de la station-village présente à Kastellórizo était un castrum, un château fort appartenait à la puissante famille Rossi, seigneurs de la partie supérieure qui s'étend entre les villes de Civitella Villa Celiera et il est possible de voir les ruines du château en haut de l'Ditch Witch, dont l'ancien glissements de terrain ont avalé progressivamnto après la destruction, a probablement eu lieu en raison de l'activité sismique violente, entraînant des glissements de terrain, qui en 1456 a également dévasté la ville de Terravecchia actuelle.

## Lieux naturalistes d'intérêt
- Parc national du Gran Sasso et Monti della Laga ;
- Voltigno régional de réserve et de la Vallée d'Angri ;
- Haut de Monte Cioccola ;
- Zoo-parc "La Rupe".

## Culture

### Éducation
Civitella héberge les trois premières années de l'enseignement obligatoire qui maternelle italienne, l'école primaire et secondaire, est aussi le siège de la présidence de Civitella '«Institut, y compris la maternelle, élémentaire et moyen B. Cross», qui comprend les villes, puis respectifs écoles Carpineto, Villa Celiera, Faringdon et Montebello di Bertona.

### Bibliothèques
La nouvelle bibliothèque publique est ouverte "Lorenzo Pulsoni», non encore ouvert au public, situé dans un bâtiment qui abritait la mairie. Vous y trouverez une foule de renseignements, des livres d'histoire, ceux de l'art, la littérature, le latin, et même ceux qui traitent avec ce pays particulier.

## Société

### Tendance démographique
Modèle:Demografia / Civitella Casanova

### Traditions et folklore
Le pays a toujours ses propres coutumes et traditions, qui se produisent habituellement chaque année. Les plus connus sont les événements de l'été que la couleur de la Civitellese été, comme la fête des kebabs, et sagnarelle fasciule (ou, dans le dialecte Civitellese 'sagnarell et sur les côtés) ou le festival d'août, organisée pendant la semaine du août, une variété d'activités la plupart du temps le soir, comme celle de la nuit blanche généralement mis en place sur août 16, dans la place du village. S'ajoutent à cela sont le volley-ball et de soccer des tournois et des défilés de mode lingerie et des costumes qui s'est tenue à la piscine municipale de San Giovanni.
D'intérêt particulier sont la célébration de la solennité de la Sainte Patronne. Le protecteur est la Bienheureuse Vierge Marie des Grâces. Il a fallu beaucoup de force la fête de la Pentecôte, qui était accompagné par trois jours de festivités religieuses et civiles. Pendant cette période, de nombreux fidèles se rendre à l'église pour assister à Cona cérémonies religieuses, de profiter de la «pardon» (indulgence plénière) et de participer à la procession spectaculaire mardi après-midi.
À mis en place également la tradition de célébrer une messe solennelle à 3:00 chaque avril 6 à commémorer le terrible tremblement de terre qui a frappé la région des Abruzzes en 2009. Pour l'occasion, la statue est exposée solennellement évêque et martyr Emidius, patron contre les catastrophes naturelles et les tremblements de terre.
En plus de ce qui précède, les habitudes reviennent tous les deux ans et festivals folkloriques traditions, telles que la "Sand'Andonie Lu». Elle a lieu le dimanche qui précède janvier 17, en l'honneur de Saint Antoine: l'événement est caractérisé par un long défilé à travers les rues du village où les animaux costumés de la cérémonie d'aller à la tradition rurale, comme des mules, des chèvres, des chiens, oies, des lapins et même des chevaux. Typique de la parade des chars antiques également décorées, une fois utilisés dans les travaux de la ferme. À la fin de la parade sont organisées des activités de divertissement, telles que des spectacles de théâtre des entreprises locales et des pays voisins, en rappelant les moments clés dans la vie de saint François, saint patron des animaux et tout le monde rural. Elles sont complétées par l'exposition de bonbons et les plus caractéristiques de l'endroit, je Cieje de Sand'Andonie, dans le dialecte local signifie Oiseaux Civitellese de Saint-Antoine, à base de pâte brisée en forme d'oiseau (d'où le nom) avec différents décorations et remplis d'une garniture savoureuse et aromatique ou de la confiture.
Enfin, on peut citer la Retraite aux flambeaux, Vestina une torche à long adapté pour les amateurs de montagne et de randonnée. Il a lieu chaque année le jour de l'Immaculée Conception, 8 décembre : à partir du centre ville (Piazza Risorgimento) signifie et leurs voitures pour arriver à une altitude d'environ 970 m au sud-ouest des montagnes du Gran Sasso, où chacun, bien équipé, le groupe suit le sentier rocailleux qui mène au sommet du mont Colle Madonna à 1 377 m d'altitude, sur lequel il y a une immense croix visible de pays lui-même, en particulier dans les jours ensoleillés. Attente pour les grimpeurs, randonneurs et autres participants, une grande tente avec du thé chaud et des biscuits. La croix est illuminée par les phares grands et vous pourrez admirer le site vallonné au-delà de la ville de Civitella. Ceux qui participent à cette tournée dans la soirée, peut profiter de la vue sur le village et toute la vallée du Pescara à pleine luminosité. Pour revenir dans le pays pour tous les participants est offert un dîner de produits locaux, accompagné par le chant, la danse et les jeux du folklore Abruzzes.

## Événements

### Les événements culturels
Au niveau national, en parallèle avec d'autres événements chaque été au piano Scène Nationale, violon et voix, en est à sa sixième édition, disponible sur le camp de Castel Rosso, un poste municipal en zone montagneuse à 750 m au-dessus du niveau des mers. Il s'agit d'un cours de perfectionnement de quelques pièces pour piano ou violon, présenté par les musiciens qui prennent des leçons quotidiennes avec leurs enseignants pour une période d'environ une semaine. À la fin des activités de suivre un ou plusieurs jours de concert, où tous les participants se produiront dans l'une des chansons améliorée offre au public, avec l'attribution d'un certificat de fin de participation. Participer principalement pianistes et violonistes de l'endroit et de la province, mais ces dernières années l'événement affecte de nombreux musiciens venus de toute l'Italie, grâce à la présence des maîtres célèbres de l'amélioration Lucie Passaglia et Luigi Di Ilio pour le piano, Eddy Perpich pour violon et Akane Ogawa pour le chant.

### Les événements sportifs
Chaque année, dans la région vallonnée et montagneuse de civitella à la vie de la manifestation du Rallye Pescara (c. toute la province de Pescara) qui défilent habituellement environ 50 voitures de rallye conduits par des chauffeurs de la place et de toutes les parties de l'Italie.

## Produits typiques
Les produits typiques:
- Arrosticini, également produite dans les pays voisins, semblent être nés ici.
- Huile Civitella, la qualité Carpinetana, certifiés vont également à la production de qualité de l'huile-Pescara Aprutino.
- DOC vin produit par la plupart des agriculteurs qui possèdent aussi de vastes vignobles.
- Miel, fabriqués et vendus sur le site.
- Fromage et de produits laitiers, de haute qualité, grâce à la pâture non polluée et montagne Voltigno.
- Le Cieje de Sand'Andonie (en dialet), pâte sucrée typique des festivités en l'honneur de saint Antoine.

## Personnalités liées à Civitella Casanova
- Frédéric Borromée, cardinal, commendataire de l'abbaye cistercienne de Santa Maria Casanova.
- Jandelli Gaetano (1827-1923), philosophe, est né et a vécu à Civitella.
- Garrani Joseph (1891-1976), économiste, professeur de la Banque, doyen de la Faculté d'économie et d'affaires à l'Université de Messine.

## Anecdotes
- Une fois il y avait un panneau à l'entrée du village, puis retiré, avec l'inscription: «Qui n'est pas fou à Civitella pas entrer."
- Il y a aussi un dicton de Civitella, presque un chant, dans le dialecte local Civitellese: "C'vtella Casanov casche n'derre e nz'artrov, se s 'n'artrov p'zzitte C'vtell è nu buschitt, ou "Civitella Casanova tombe sur le sol et ne peut pas être trouvé, s'il trouve un morceau, Civitella est un bosquet. "
- Les élections du 15 et 16 mai 2011 a montré que, malgré les habitants de la ville sont 1985, les électeurs sont élevées à 2049.
- Dans ses dernières années dans le pays étaient un cinéma et une usine à gaz bien connu dans la région et point de référence pour lui pour sa production et l'exportation de gaz.

## Administration

### Les gouvernements précédents
Modèle:ComuniAmminPrecTitolo
Modèle:ComuniAmminPrec
Modèle:ComuniAmminPrec